# Блам! (фільм)
«Блам!» — науково-фантастичний японський анімаційний науково-фантастичний бойовик, зрежисований Сешіта Хіроюкі, створений студією Polygon Pictures, сценарій написаний Мурай Садаюкі, а сюжет заснований на манзі Блам!, автором і ілюстратором якої є Ніхей Цутому. Глобальну прем'єру влаштував Netflix 20 травня 2017 року.

## Сюжет
У віддаленому майбутньому цивілізація досягла свого найвищого рівня, заснованого на Мережі. Одна давня «інфекція» призвела до того, що автоматизовані системи вийшли з-під контролю й спричинили багаторівневу міську структуру, яка безмежно розростається в усіх напрямках. Тепер людство втратило доступ до керування містом і переслідується захисною системою «Захисники», що знищує людей як «незаконних». У одному з поселень плем'я під назвою «Електролови» опинилося на межі вимирання, затиснене між постійною загрозою «Захисники» та мізерними запасами їжі. Дівчина на ім'я Дзуру вирушає з друзями на пошуки їжі, проте випадково активує «Сторожову Вежу», яка випускає роботів-екстермінаторів. Більшість її супутників гине, але Дзуру і її подругу Тае рятує таємничий мандрівник на ім'я Кіллі.
Кіллі приводять у село, де він знайомиться з Попом, ватажком племені, який зацікавився тим, що гість прийшов із глибини на 6000 рівнів нижче. Кіллі розповідає, що шукає людину з Мережевим Термінальним Геном, аби отримати доступ до «Мережевої сфери» і повернути собі контроль над містом. Він вирішує проблему голоду в селі, передавши велику кількість пайків. Потім вирушає нижче, до місцини під назвою «Гниле Святилище», і його наздоганяють Дзуру та Тае. Там вони знаходять напівзруйноване машинне тіло Сібо — колишньої науковиці з часів перед катастрофою. Сібо розповідає, що саме вона колись створила генератор щита, який захищає село від «Захисники», і що поблизу є автоматизована фабрика, здатна виробляти додаткові пайки.
Послухавши її, група Електроловів (зокрема Дзуру й Тае) вирушає на фабрику по харчі. Прибувши туди, Сібо входить у систему й встигає виготовити багато пайків, які одразу починають збирати Електролови. Однак, щойно вона створює для Кіллі ще один пристрій, систему блокує повторний вхід Сібо, і вона запускає масове виробництво Екстермінаторів, щоби знищити Електроловів. Сібо створює собі нове тіло, і всі разом вони тікають потягом. Під час бою в потягу Кіллі втрачає свідомість, відбиваючись від Екстермінаторів.
Прибувши на місце, Електролови радіють провізії, одночасно оплакуючи загиблих. Сібо нишком будить Кіллі (це бачить тільки Дзуру) і веде його разом із новим пристроєм до генератора щита глибше під селом. Тим часом Тае бере рушницю й наглядає за платформою спостереження, проте виявляється, що справжня Тае давно загинула, а це переодягнена агентка «Захисники» на ім'яСанакан. Вона починає вбивати більшість мешканців села, вважаючи їх «незаконними», і руйнує поселення.
Кіллі відчуває небезпеку й повертається нагору. Сібо встигає опуститися нижче, встановити пристрій і під'єднатися до нього. Старійшини села ведуть уцілілих нагору, захищаючись залишками зброї. У двобої з Санакан Кіллі падає, і вона називає його «вкраденим тілом у Захисники». Дзуру кидає Кіллі зброю, і йому вдається підстрелити Санакан, але та перед тим руйнує тіло Сібо.
Перебуваючи у «Мережевій сфері», Сібо благає «Владу», яка контролює «Захисники», залишити селян у спокої. Їй забороняють це зробити, однак натомість відкривають карту Міста, де є покинутий рівень, не підконтрольний «Захисники» і придатний для переселення.
Маючи лише одну руку, Сібо веде решту уцілілих до ліфта, але «Сторожова Вежа» їх помічає й викликає нових екстермінаторів. Кіллі віддає Дзуру пристрій, який досі захищав його від «Захисники», а сам каже, що збирається й надалі шукати Мережевий Термінальний Ген (щоб повернути людям контроль над усім містом і машинами). Він, здається, жертвує собою, щоб селяни встигли втекти.
Згодом виявляється, що Електролови таки дісталися покинутого рівня й заснували там нове поселення. Онука Дзуру пригадує історії про Кіллі, сподіваючись, що він усе ще продовжує свої пошуки. Останній кадр фільму показує, що Кіллі йде далі своїм шляхом.

## Актори озвучення
| Роль     | Японською         | Англійською             |
| -------- | ----------------- | ----------------------- |
| Кіллі    | Сакурай Такахіро  | Kyle McCarley           |
| Сібо     | Ханадзава Кана    | Cristina Valenzuela     |
| Дзуру    | Амамія Сора       | Christine Marie Cabanos |
| Сутезо   | Міяно Мамору      | Keith Silverstein       |
| Тае      | Судзакі Ая        | Cherami Leigh           |
| Фусата   | Шімазакі Нобунаґа | Bryce Papenbrook        |
| Ацуджі   | Кадзі Юкі         | Johnny Yong Bosch       |
| Шіґе     | Нішіяма Коутаро   | Brian Beacock           |
| Фуку     | Морі Нанако       | Reba Buhr               |
| Поп      | Ямаджі Кадзухіро  | Michael McConnohie      |
| Шізу     | Сакура Аяне       | Cassandra Morris        |
| Влада    | Тойосакі Акі      | Karen Strassman         |
| Сана-Кан | Хаямі Саорі       | Kira Buckland           |

## Виробництво
Про плани створити повнометражний CG-фільм оголосили ще 2007 року. Однак проєкт так і не вийшов до банкрутства студії Micott and Basara у 2011 році.
У листопаді 2015 року було оголошено, що манґу екранізують як аніме-фільм для прокату в кінотеатрах. Фільм зняв Сешіта Хіроюкі, сценарій створили Ніхей Цутому та Мурай Садаюкі, анімацією займалася студія Polygon Pictures, дизайн персонажів розробив Моріяма Юкі. Фільм вийшов у всьому світі на платформі Netflix 20 травня 2017 року.

## Реліз
«Блам!» вийшов від Polygon Pictures 19 травня 2017 року, а на Netflix став доступний 20 травня 2017 року.
5 жовтня 2017 року компанія Viz Media оголосила на New York Comic Con, що отримала права на домашній реліз «Блам!». Вони випустили фільм на Blu-ray і DVD 27 березня 2018 року.

## Манґа
Манґа-адаптація фільму Блам! Denki Ryōshi Kiki Kaisō Dasshutsu Sakusen з ілюстраціями від Секіне Коутаро публікувалася у журналі Kodansha Monthly Shōnen Sirius з 26 квітня до 26 жовтня 2017 року, і була зібрана в один том, що вийшов 9 лютого 2018 року.

## Сприйняття

### Критика
Майкл Нордайн із IndieWire оцінив фільм на «B−», сказавши, що його варто переглянути, але «пропрацювання світу цікавіше за сам сюжет». Туссаint Еґан із Paste високо оцінив екранізацію за те, що їй вдалося одночасно бути близькою до оригіналу й доступнішою для ширшої аудиторії, назвавши стрічку «одним із найбільш концептуально захопливих аніме-фільмів останніх часів». Джеймс Брусуелас із Animation World Network зазначив, що сюжет може видатися знайомим, однак це «точно варте вашого часу».

### Відзнаки
«Блам!» здобув премію VFX-Japan Awards 2018 за «Видатне досягнення» та «Найкращий» фільм у категорії анімаційних кінотеатральних релізів. Також він увійшов до списку відбірних робіт (Jury Selections) 21-го Japan Media Arts Festival у категорії «Анімація».